# 上海公共租界中央捕房

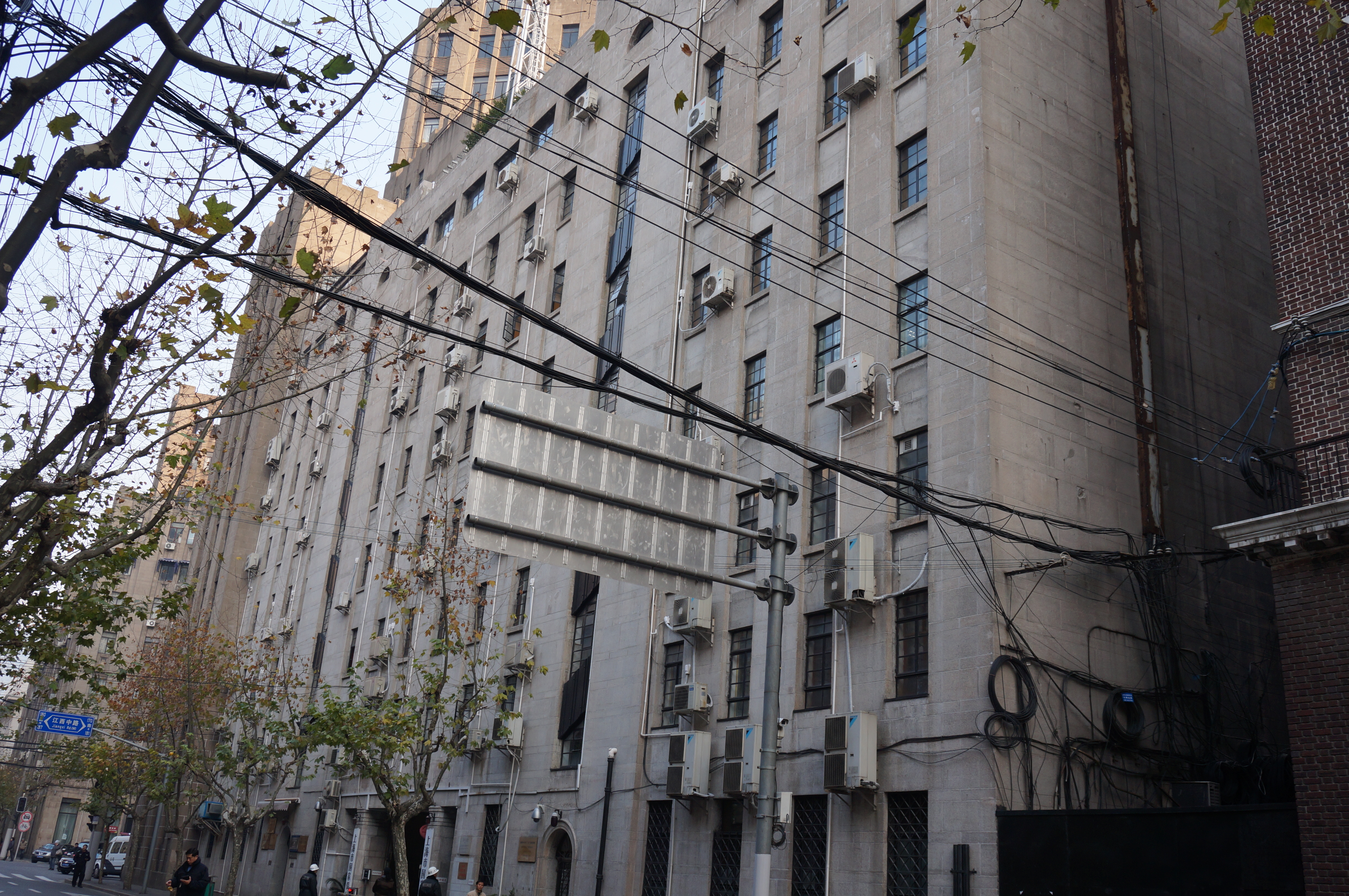
总巡捕房今景

中央捕房（英語：Central Station），又名总巡捕房，是上海公共租界巡捕房正式开设的第一个巡捕房。中央捕房旧址位于今黄浦区福州路185号，现为上海市公安局驻地之一。1994年，建筑被列为上海市第二批优秀历史建筑。

## 历史
1854年8月19日，上海公共租界工部局雇佣巡捕29人，设立巡捕房，地址设在河南路11号（今河南中路）。增设其他分区捕房以后，此处就称为中央捕房。
1892—1893年，在河南路福州路转角处修建中央捕房，为四层大楼，由有恒洋行（Whitfield & Kingsmill）设计。1894年夏，捕房迁入。
1933年，中央捕房在上海公共租界工部局对面，即江西路以西的福州路南侧（185号），新建一座10层大厦，1935年5月落成，外观朴素，内部豪华。其东侧是位于福州路、江西路西南角的建设大楼，西侧是福州路209号花旗总会。
1941年12月8日，日军占领公共租界，捕房更换为日人管理。
1943年8月1日，汪精卫政权接收公共租界，接管中央捕房。中央捕房改为上海特别市第一警察局中央分局。同年11月1日，与麦兰区分局（原法租界麦兰捕房）合并为上海特别市第一警察局黄浦分局。